# 川岸史果
川岸 史果（かわぎし ふみか、1994年10月13日 - ）は、神奈川県横浜市出身の日本の女子プロゴルファー。所属は加賀電子。父もプロゴルファー・川岸良兼。

## 経歴
1994年、川岸良兼の次女として誕生。「姉が始めたから一緒に」10歳でゴルフを始める。
アマチュア時代の主な成績として全国中学校選手権夏季大会優勝、全国高校選手権優勝、マスターズGCレディーストーナメント7位タイ等がある。日本大学高卒業後はプロテストに3度挑戦するも不合格で、同年代の鈴木愛、藤田光里、松森彩夏らに後れをとったが、2016年に4度目の受験で合格、JLPGA入会。同年の賞金ランク114位。12月には古傷の右足遊離軟骨を手術。
2017年は開幕戦のダイキンオーキッドレディスゴルフトーナメントでいきなり優勝争いを演じたが最終日に崩れ、アン・ソンジュに1打差の2位。アクサレディスゴルフトーナメントでも最終日を首位タイで迎えたが、若林舞衣子に逆転で優勝をさらわれ3位タイ。公式戦初出場となったワールドレディスチャンピオンシップでも2日目を終えて単独首位だったが、キム・ハヌルに逆転され4位に終わった。何度も優勝を逃してきたがマンシングウェアレディース東海クラシックでは首位と2打差の7位で最終日をスタートすると6連続バーディーなど自身ベストスコアの64をマークし、通算13アンダーでツアー初優勝。父・良兼はPGAツアーで6勝しており、父・娘優勝は史上初の快挙だった。同年はトップ10入り13回、賞金ランク7位と躍進し、賞金シードも獲得した。年末の日立3ツアーズ選手権にもLPGA代表として出場。
2018年はニッポンハムレディスクラシックで2位タイが最高。後半は予選落ちが続き、賞金ランク60位でシードを喪失した。
2019年はJLPGAツアーで賞金獲得なし。ステップアップツアーでは父の出身地である石川県小松市で開催された大会で優勝。
2023年はリシャール・ミル ヨネックスレディスゴルフトーナメントin朝霧に於いて台風2号により1日目中止 2日目濃霧サスペンデッドの影響で27ホール短縮、最終ラウンド9ホールの短縮競技になった中1打差4位タイからスタートし9アンダーで並んだ佐久間朱莉とのプレーオフを制して6年ぶりのツアー2勝目を手にした。

## 人物・逸話
- 身長166cm、血液型AB型。
- 父だけでなく、母・喜多麻子もプロゴルファー[5]。
- 得意なクラブはミドルアイアン[1]。2017年のドライビングディスタンス2位という飛距離も特徴。

## ツアー優勝

### JLPGAツアー（2）
| No. | Date                 | Tournament                                                  | スコア              | 2位との差  | 2位（タイ） |
| --- | -------------------- | ----------------------------------------------------------- | ------------------- | ---------- | ----------- |
| 1   | 2017年9月15日 - 17日 | マンシングウェア東海クラシック                              | −13（67-72-64=203） | 2打差      | 比嘉真美子  |
| 2   | 2023年6月3日 - 4日   | リシャール・ミル ヨネックスレディスゴルフトーナメントin朝霧 | −9（67-32=99）      | プレーオフ | 佐久間朱莉  |

### ステップアップツアー（1）
- ツインフィールズレディーストーナメント（2019年5月）